# Кубок світу з біатлону 2019—2020 — етап 1
Перший етап Кубка світу з біатлону 2019—20 відбувався в Естерсунді, Швеція, з 30 листопада по 8 грудня 2019 року. До програми етапу було включено 8 гонок: індивідуальна, спринт  у чоловіків та жінок, чоловіча та жіноча естафети, а також змішана естафета та одиночна змішана естафета.

## Чоловіки
| Гонка:              | Золото:                      | Час               | Срібло:             | Час               | Бронза:                   | Час               |
| Індивідуальна 20 км | Мартен Фуркад Франція        | 53:11.9 (0-0-0-1) | Сімон Детьє Франція | 53:24.6 (0-1-0-0) | Кантен Фійон Майє Франція | 55:02.7 (2-0-0-1) |
| Спринт 10 км        | Йоганнес Тінгнес Бо Норвегія | 24:18,3 (1+0)     | Тар'єй Бо Норвегія  | 24:37.3 (0+1)     | Матвій Єлісєєв Росія      | 24:38.2 (0+0)     |

## Жінки
| Гонка:              | Золото:              | Час               | Срібло:                         | Час               | Бронза:                | Час               |
| Індивідуальна 15 км | Жустін Бреза Франція | 42:35.1 (2-0-0-0) | Юлія Джима Україна              | 42:46.2 (0-0-0-0) | Жулья Сімон Франція    | 42:52.8 (0-0-0-2) |
| Спринт 7,5 км       | Доротея Вірер Італія | 19:48.5 (0+1)     | Марте Ольсбу-Рейселанн Норвегія | 19:57.1 (2+0)     | Маркета Давідова Чехія | 20:00.4 (0+0)     |

## Естафети
| Гонка:                                 | Золото:                                                                                            | Час                                                       | Срібло:                                                                         | Час                                                       | Бронза:                                                                                                  | Час                                                       |
| Одиночна змішана естафета              | Швеція Ганна Еберг Себастьян Самуельссон Ганна Еберг Себастьян Самуельссон                         | 36:42.1 (1-3) (1-3) (0-0) (0-1) (0-2) (0-0) (0-1) (0-1)   | Німеччина Франциска Пройс Ерік Лессер Франциска Пройс Ерік Лессер               | 37:00.2 (0-2) (0-0) (0-2) (0-1) (0-1) (0-0) (0-0) (1-3)   | Норвегія Марте Ольсбу-Рейселанн Ветле Шостад Крістіансен Марте Ольсбу-Рейселанн Ветле Шостад Крістіансен | 37:22.5 (0-3) (0-2) (0-2) (1-3) (0-3) (0-0) (0-0) (0-3)   |
| Змішана естафета 2 x 6 км + 2 x 7.5 км | Італія Ліза Вітоцці Доротея Вірер Лукас Гофер Домінік Віндіш                                       | 1:05:56.1 (0-2) (0-0) (0-1) (0-0) (0-1) (0-1) (0-2) (0-2) | Норвегія Інгрід-Ланнмарк Тандреволл Тіріль Екгофф Тар'єй Бо Йоганнес Тінгнес Бо | 1:06:00.2 (0-2) (0-3) (0-2) (0-3) (0-1) (0-1) (0-3) (0-0) | Швеція Лінн Перссон Мона Брурссон Єспер Нелін Мартін Понсулоума                                          | 1:06:56.0 (0-0) (0-3) (0-0) (0-1) (0-0) (0-3) (0-3) (0-1) |
| Чоловіки                               | Норвегія Йоганнес Дале Ерленн Б'єнтегор Тар'єй Бо Йоганнес Тінгнес Бо                              | 1:10:30.4 (0-0) (0-2) (0-2) (0-1) (0-1) (0-1) (0-1) (0-1) | Франція Емільєн Жаклен Кантен Фійон Майє Сімон Детьє Мартен Фуркад              | 1:11:02.7 (0-0) (0-1) (1-3) (0-0) (0-1) (0-2) (0-0) (0-0) | Італія Лукас Гофер Томас Бормоліні Даніеле Каппелларі Домінік Віндіш                                     | 1:11:57.5 (0-1) (0-1) (0-1) (0-2) (0-1) (0-0) (0-1) (0-1) |
| Жінки                                  | Норвегія Каролін Оффігстад Кноттен Інгрід-Ланнмарк Тандреволл Тіріль Екгофф Марте Ольсбу-Рейселанн | 1:11:08.7 (0-1) (0-0) (0-3) (0-2) (0-0) (0-2) (0-0) (0-2) | Швейцарія Еліза Гаспарін Селіна Гаспарін Аїта Гаспарін Лена Гекі                | 1:11:17.2 (0-2) (0-0) (0-1) (0-0) (0-0) (0-0) (0-0) (0-1) | Швеція Лінн Перссон Ельвіра Карін Еберг Мона Брурссон Ганна Еберг                                        | 1:11:18.9 (0-2) (0-0) (0-1) (0-0) (0-0) (0-0) (0-3) (0-0) |

## Досягнення
Найкращі особисті виступи за кар'єру
| - Матвій Єлісєєв (RUS), 3-є місце в спринті - Емільєн Жаклен (FRA), 4-е місце в індивідуальній гонці - Йоганнес Дале (NOR), 7-е місце в спринті - Фаб'єн Клод (FRA), 7-е місце в індивідуальній гонці - Томас Бормоліні (ITA), 13-е місце в спринті - Чен Фанмін (CHN), 22-е місце в індивідуальній гонці - Філіпп Горн (GER), 27-е місце в індивідуальній гонці - Якуб Стврицкі (CZE), 32-е місце в індивідуальній гонці - Тьєрі Лангер (BEL), 43-е місце в спринті - Райдо Рянкель (EST), 102-е місце в індивідуальній гонці | - Жулья Сімон (FRA), 3-є місце в індивідуальній гонці - Лариса Кукліна (RUS), 5-е місце в індивідуальній гонці - Тамара Вороніна (RUS), 14-е місце в індивідуальній гонці - Дарія Блашко (UKR), 21-е місце в індивідуальній гонці - Каролін Оффігстад Кноттен (NOR), 24-е місце в індивідуальній гонці - Грете Гайм (EST), 27-е місце в індивідуальній гонці - Анастасія Кондратьєва (KAZ), 34-е місце в індивідуальній гонці - Мілена Тодорова (BUL), 39-е місце в індивідуальній гонці - Надія Мозер (CAN), 48-е місце в спринті - Крістіна Рєзцова (RUS), 62-е місце в індивідуальній гонці - Ко Юн Чжун (KOR), 66-е місце в індивідуальній гонці - Леа Ейнфальт (SLO), 68-е місце в індивідуальній гонці - Вероніка Махиньякова (SVK), 77-е місце в індивідуальній гонці - Чжан Чжаохань (CHN), 90-е місце в індивідуальній гонці |